# フォッカー S.14
フォッカー S.14
博物館に展示されているマッハトレーナー L-11号機
- 用途：練習機
- 製造者：フォッカー
- 運用者：オランダ空軍
- 初飛行：1951年5月19日
- 生産数：21機
- 運用開始：1955年
- 退役：1967年

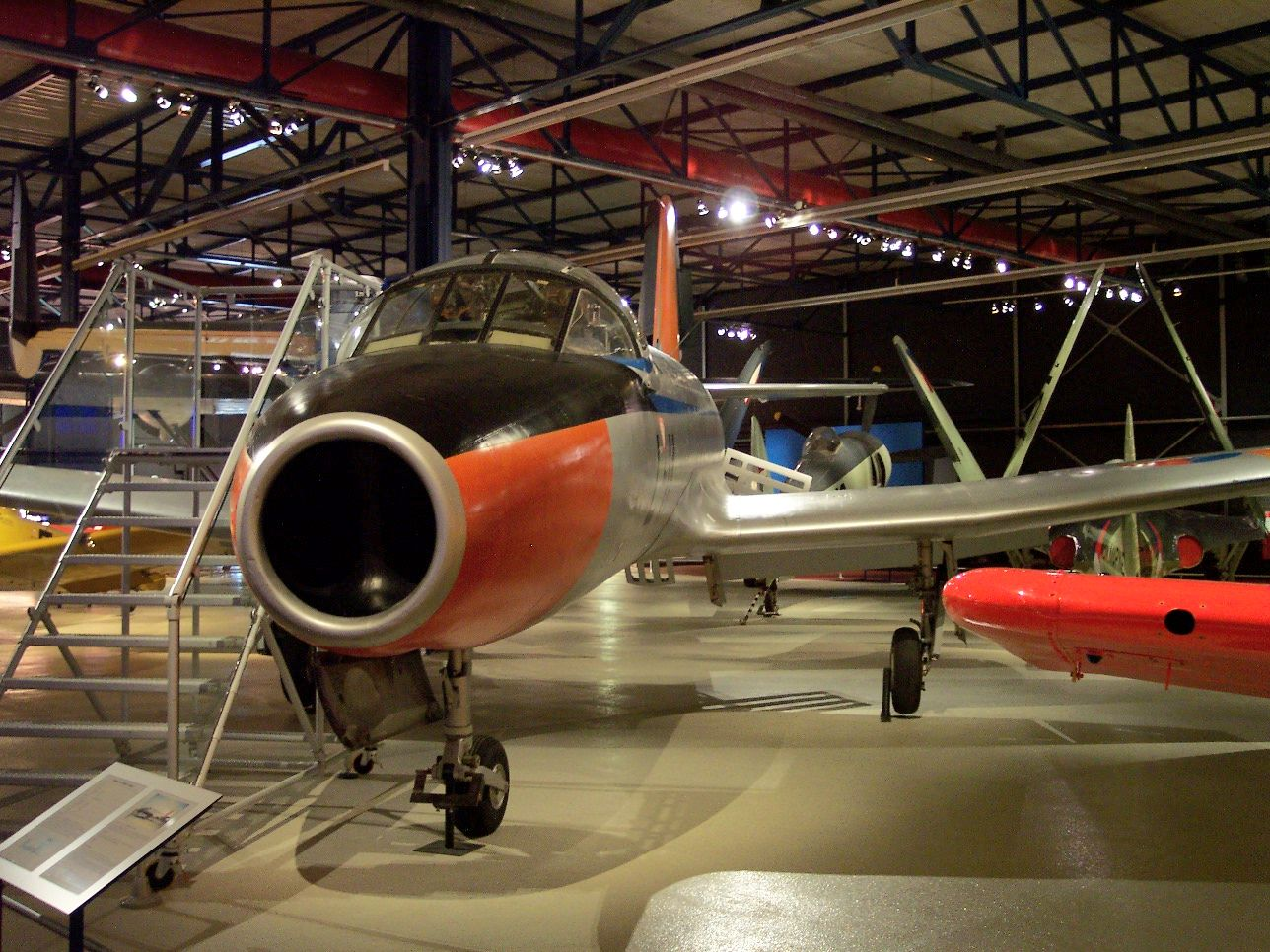
マッハトレーナーのエンジン吸気口

フォッカー S.14 マッハトレーナー（Fokker S.14 Machtrainer）は、オランダ空軍向けにフォッカー社で設計、製造されたターボジェット エンジンを装備した複座の練習機である。1940年代遅くに開発の始まった本機は世界で初のジェット練習機の1機であり、1951年5月19日に初飛行を行った後1955年に就役した。
後にフォッカー フレンドシップ機をライセンス生産したアメリカ合衆国の航空機製造会社のフェアチャイルド社がアメリカ空軍からS.14の受注獲得を望んでいたが実現しなかった。数カ国がS.14のテストを行ったが採用にはいたらなかった。
オランダ空軍からの発注により20機が発注され、10年以上に渡り就役した。試作機のK-1はフォッカー社によりデモンストレーション用に使用され、総計21機のS.14が製造された。
製造された機体の内2機が事故で失われ、後に残りのほとんどは廃棄処分にされた。2008年現在レリスタッド空港のアヴィオドローム博物館に展示されている試作初号機（K-1, PH-XIV）を含めた3機が現存している。量産機型のL-11号機がソーステルベルフのオランダ空軍博物館に所蔵され、L-17号機が修復中である。4番目のL-18号機がイペンブルフにあるフォッカー社の工場の入り口にあったが1994年に工場が閉鎖されたときに廃棄処分にされた。

## 設計と開発
S.14 マッハトレーナーのエンジン吸気口は機首に位置し、主翼の形状と大きさは当時のほとんどのジェット機よりも低速で着陸できるように考慮されていた。
主要な任務がパイロットの訓練だったために座席は幾分太い胴体のコックピットの中で並列に配されており、訓練のために4発の11.4 kg (25 lb) 模擬訓練爆弾を搭載することができた。
試作機のK-1はロールス・ロイス ダーウェントV ターボジェットエンジンを装着してテストされた。
S.14はロールス・ロイス ダーウェントVIII（1950年代にFNハースタル（FN Herstal）社でライセンス生産された）を搭載して就役したが、このエンジンはその名称にもかかわらずロールス・ロイス ニーンの縮小版であり初期のダーウェントとは関連が無かった。ダーウェントVIIIは9個の燃焼室と1段タービンを持つ遠心圧縮式 ターボジェットエンジンで、14,700 rpm時の最大出力1,630 kp、62.84 lb (28.50 kg/秒)を発生した。

## 運用
オランダ
オランダ空軍

## 要目
(S-14)
- 乗員：2名
- 全長：13.30 m (43 ft 6½ in)
- 全幅：12.00 m (39 ft 4½ in)
- 全高：
- 翼面積：31.80 m² (342.3 ft²)
- 翼面荷重：
- 空虚重量：3,765 kg (8,300 lb)
- 最大離陸重量：
- 馬力重量比：
- エンジン：1 × ロールス・ロイス ダーウェントVIII ターボジェットエンジン、1,630 kp[3]
- 最大速度：716 km/h (387 knots, 445 mph)
- 巡航高度：11,125 m (36,500 ft)
- 航続距離：900 km (486 nm, 559 miles)

- 武装：
  - 爆弾：4 × 11.4 kg (25 lb) 模擬訓練爆弾

## 読書案内
Further reading based on LetLetLet references.
- Hugo Hooftman, Van Brik tot Starfighter Part 2. In de schietstoel, La Rivière & Voorhoeve - the Netherlands (1962)
- Arno Marchand, ‘De Plank’ , De Vliegende Hollander, Jan. 2007, 10-11
- Wim Schoenmaker, De Fokker S-14 Machtrainer, Maandblad Luchtvaart No. 6 (June 1988), 182-187
- Lt. Col. C. Sipkes et al., Ervaringen van de Koninklijke Luchtmacht met de Fokker-vliegtuigen S-11 en S-14, Report Koninklijke Luchtmacht 20 November 1958